# Altarkreuz

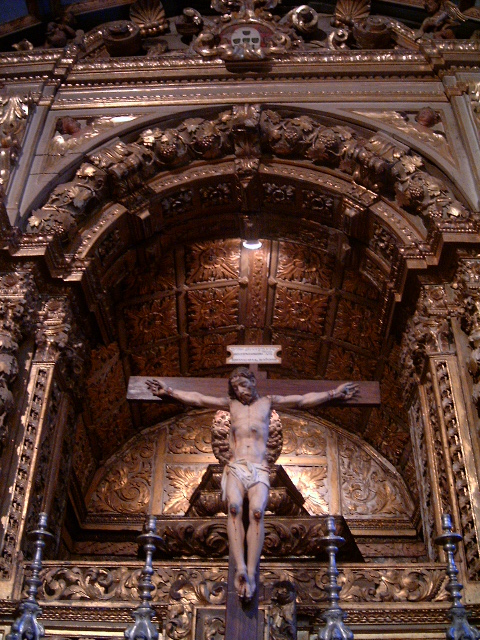
Altarkreuz der Santa Casa da Misericórdia in Sardoal

Als Altarkreuz bezeichnet man das Kreuz oder Kruzifix, das sich in Kirchgebäuden auf dem Altar oder in seiner Nähe befindet.

## Römisch-katholische Kirche
Bei der Feier der Heiligen Messe muss sich ein Kruzifix „für das versammelte Volk gut sichtbar, auf dem Altar oder in seiner Nähe“ befinden. Empfohlen wird, dass es auch außerhalb der liturgischen Feiern in der Nähe des Altars bleibt. Als Altarkreuz kann auch das Vortragekreuz dienen. 
Das heutige Altarkreuz hat seinen Ursprung im Vortragekreuz. Dieses wurde der Prozession zum Einzug vorangetragen und anschließend beim Altar aufgerichtet. Aus diesem Kreuz wurde das Altarkreuz, das seinen festen Platz am Altar hat. Mit der Einführung des Altarkreuzes kamen auch Kreuzständer auf, damit das Kreuz erhöht aufgestellt werden konnte und damit gut sichtbar war.

## Orthodoxe Kirchen
Das Altarkreuz (genauer: das Handkreuz des Zelebranten) ist ein wichtiger Teil der orthodoxen Liturgie. Es hat dieselbe Bedeutung wie das Antimension (Altartuch), ohne das keine Liturgie gefeiert wird. Mit dem Handkreuz werden die Gläubigen gesegnet, und diese verehren es am Ende der Liturgie.